# Stebbins (Alaska)
Pour les articles homonymes, voir Stebbins.
Stebbins  est une localité d'Alaska aux États-Unis située dans la Région de recensement de Nome, sur la Péninsule de Seward, du côté nord de l'île St Michael.
Un fort russe avait été construit près de St. Michael, par la Compagnie russe d'Amérique, en 1833. Le nom Stebbins provient de la langue Yupik dans laquelle il se dit Tapraq. En 1950, la localité était habitée par 80 personnes, d'ethnie Yupik.
L'économie locale est basée sur la pêche commerciale du hareng, ainsi que sur la chasse au morse et à la baleine.

## Démographie
| 1940 | 1950 | 1960 | 1970 | 1980 | 1990 |
| ---- | ---- | ---- | ---- | ---- | ---- |
| 98   | 115  | 158  | 231  | 331  | 400  |

| 2000 | 2010 | - | - | - | - |
| ---- | ---- | - | - | - | - |
| 547  | 556  | - | - | - | - |